# Taddy Aycock
Clarence C. „Taddy“ Aycock (* 13. Januar 1915 in Franklin, St. Mary Parish, Louisiana; † 6. Januar 1987 ebenda) war ein US-amerikanischer Politiker. Zwischen 1960 und 1972 war er Vizegouverneur des Bundesstaates Louisiana.

## Werdegang
Nach einem Jurastudium an der Loyola University in New Orleans und seiner 1937 erfolgten Zulassung als Rechtsanwalt begann Taddy Aycock in Franklin in diesem Beruf zu arbeiten. Während des Zweiten Weltkrieges diente er in den amerikanischen Streitkräften auf dem europäischen Kriegsschauplatz. Für seine militärischen Leistungen wurde er mit dem Bronze Star ausgezeichnet. Politisch schloss er sich der Demokratischen Partei an. Zwischen 1952 und 1960 saß er als Abgeordneter im Repräsentantenhaus von Louisiana, dessen Speaker er von 1952 bis 1956 war. Innerhalb seiner Partei gehörte er dem Flügel gegen die Long-Fraktion an. Diese bestand aus Anhängern von Huey Long und dessen Bruder Earl Long.
1959 wurde Aycock an der Seite von Jimmie Davis zum Vizegouverneur von Louisiana gewählt. Dieses Amt bekleidete er nach zwei Wiederwahlen zwischen 1960 und 1972. Dabei war er Stellvertreter des Gouverneurs und Vorsitzender des Staatssenats. Seit 1964 diente er unter dem neuen Gouverneur John McKeithen. Bei den Präsidentschaftswahlen des Jahres 1964 machte Aycock Schlagzeilen, als er – obwohl Demokrat – den republikanischen Kandidaten Barry Goldwater unterstützte. 1971 strebte er erfolglos die Nominierung seiner Partei für die Gouverneurswahlen an. Er starb am 6. Januar 1987 in seinem Heimatort Franklin, wo er auch beigesetzt wurde. Mit seiner Frau Elaine Champagne-Aycock hatte er sechs Kinder.